# Fannefjord

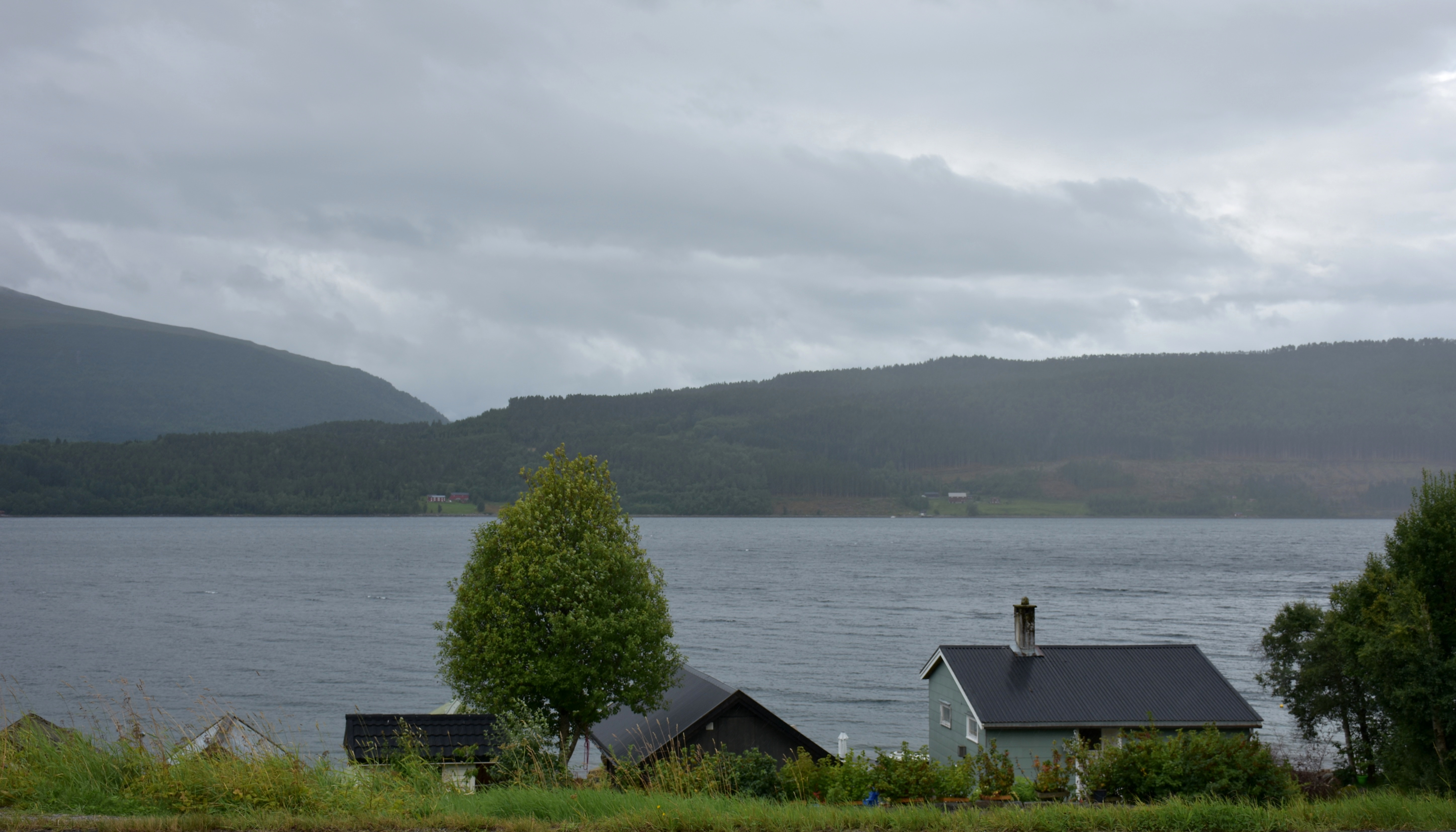
Le Fannefjord à Hjelset.

Fannefjord est un fjord situé sur la commune de Molde dans le comté de Møre og Romsdal, en Norvège. C'est un bras du Romsdalsfjord d'une vingtaine de kilomètres de long. Le Fannefjord est la continuation du Moldefjord. Il commence à l'est de la ville de Molde (pour la rive nord du fjord) et de la rive nord de l'île de Bolsøya (pour la rive sud du fjord). 
On croit que Fannefjord est un très vieux nom, et peut-être un nom qui a été initialement appliqué à toute la région. 
La E 39 longe la côte nord du fjord, de la ville de Molde à Hjelset où elle bifurque vers le nord. Le village de Kleive est situé près de l'extrémité du fjord. La route nationale 64 passe sous le fjord à travers le tunnel Fannefjordtunelen.